# Målflygdivisionen

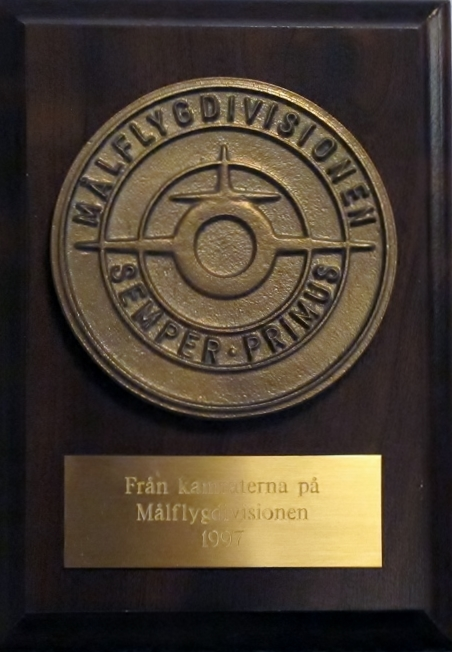
Minnesplakett från Målflygdivisionen vid nedläggningen den 26 juni 1997.

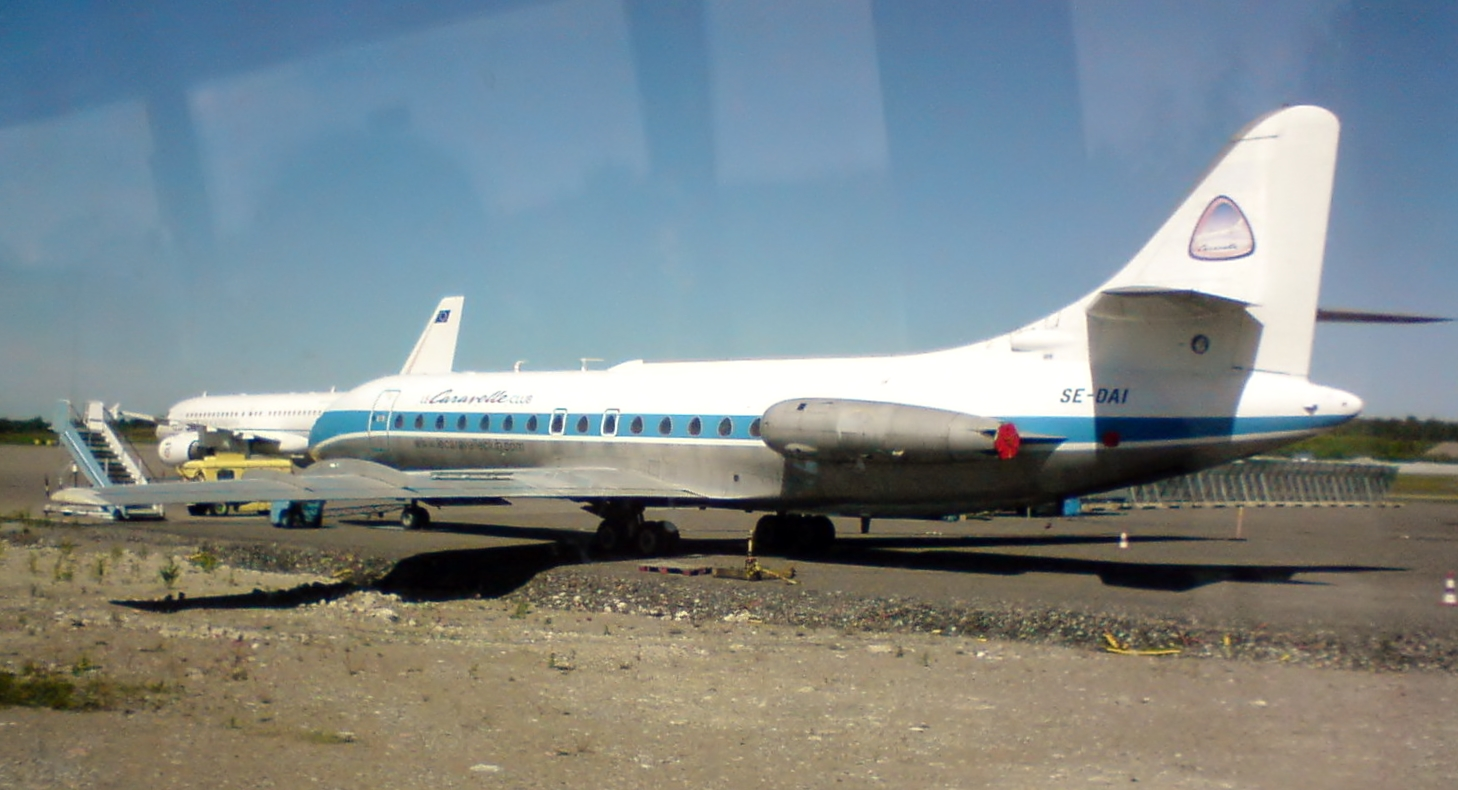
TP 85 (S/N 85210) i pension på Arlanda, september 2008

Målflygdivisionen var en svensk flygdivision för målflygplan inom svenska flygvapnet som verkade mellan åren 1967 och 1997. Förbandet verkade som ett detachement förlagt vid Malmens flygbas i Malmslätt.

## Historik
Målflygdivisionen har sitt ursprung ur en provisorisk målflyggrupp som bildades vid Östgöta flygflottilj 1964. En stor bakomvarande faktor till att målflyget kom till, var att Chefen för Flygvapnet (CFV) vid en inspektion efter ombeväpningen till J 35, uppmärksammade att radarjaktledningen inte fungerade bra. Som en åtgärd väcktes då en idé om att för träning sätta upp ett målflyg. Till en början organiserades 4-6 flygförare med fyra individer Saab 29 Tunnan. Behovet av målflygning blev större än tänkt, vilket medförde att målflyggruppen omorganiserades till en division. Detta blev möjligt efter att 33. jaktflygdivisionen (Cesar Gul), vid F 3 vakantsattes den 1 juli 1967. Målflygdivisionen tillfördes ett 45 individer av S 29C och J 29F Tunnan, vilka hämtades från F 4 och F 21, som de sista operativa flygplan 29-förbanden. Att divisionen tillfördes äldre flygplan från flottiljer som ombeväpnades till nya flygsystem, medgav att till en låg kostnad organisera och upprätthålla målflygdivisionen.
I oktober 1970 flögs de tre sista S 29C från målflygdivisionen, och gjorde en sista landning i Halmstad. Där kom de att ingå som övningsobjekt vid den blivande brandförsvars- och räddningsskolan vid Hallands flygkår (F 14).
År 1970 tillfördes divisionen skolflygplanet Sk 60. Totalt baserades 14 individer av Sk 60 på Malmslätt. Men de Sk 60 som tjänstgjorde vid Målflygdivisionen tilldelades aldrig flottiljsiffra "3" eller "13", utan behöll flottiljsiffra "5", samt stationssignal synonymt med flygplanets serienummer. 
Hösten 1971 påbörjades en omskolning till J 32B Lansen av flygförarna vid målflygdivisionen. Omskolningen gjordes vid Hälsinge flygflottilj (F 15), och var färdig i december 1971. Samtidigt överfördes en målflyggrupp från F 15 till F 3. Den målflyggruppen bestod av sex individer J 32B, vilka nu istället kom att ingå i målflygdivisionen. Divisionen bestod nu av en flotta av J 29, J 32 och Sk 60. År 1972 påbörjades en modifiering av J 32B till J 32E och J 32D.
Inför budgetår 1972/1973 återlämnade divisionen samtliga Sk 60 till Krigsflygskolan (F 5) i Ljungbyhed, detta på grund av kostnadsmässiga skäl. Men flygplanen var redan tillbaka vid divisionen från den 1 juli 1973, och divisionen hade då 24 individer J 32 och 15 individer Sk 60. J 29 fasades ut och utgick helt 1974.
Den 30 juni 1974 avvecklades Östgöta flygflottilj genom ett tidigare riksdagsbeslut. Måldivisionen var dock planerad att bibehållas på Malmen som ett detachement till Bråvalla flygflottilj (F 13). Från den 1 juli 1974 övergick divisionen tillsammans med Flygtransportdivisionen till F 13 Malmen, som var namnet på detachement till F 13. Året därpå, 1975, började detachementet sätta upp en lätt attackdivision, vilka bestod av Sk 60, och opererades av Målflygdivisionen. 
Målflygdivisionen som i början av 1970-talet hade tillförts tolv J 32E, fick ytterligare tre individer 1979. Dessa flygplan som var modifierade J 32B, hade fått den taktiska utrustningen ersatt av inre och yttre störutrustning. Denna utrustning kom att variera i hög grad under de 25 år som J32E var operativ inom flygvapnet.
Inför försvarsbeslutet 1982 förordade både Överbefälhavaren och försvarsutskottet en avveckling av hela detachementet på Malmslätt. I detachementet ingick vid den tidpunkten stab, förvaltnings- och driftenheter, målflyg- och transportflygdivision. Avvecklingen skulle då ske successivt och skulle vara helt färdig i slutet av 1980-talet. Den ingående verksamheten skulle då fördelas på andra förband eller utgå ur Flygvapnets organisation. När riksdagen antog försvarsbeslutet stod det klart att endast Måldivisionen blev kvar inom F 13 M. Den lätta attacken avvecklades 1984. Transportdivisionen överfördes till Skaraborgs flygflottilj (F 7). De fastigheter som blev lediga på Malmen övertogs istället av Östgöta arméflygbataljon (AF 2), vilken ombaserades från Nyköping.
Efter försvarsbeslutet tillfördes divisionen, två individer Tp 85 Caravelle, vilka kom från den avvecklade Flygtransportdivisionen. Dessa kom dock att verka som separat flygstyrka från den 1 juli 1983.
År 1992 stod det klart att F 13 skulle avvecklas senast den 30 juni 1994 och att den ingående verksamheten skulle fördelas på andra förband. Detachementet och Måldivisionen kom då genom en ceremoni den 18 juni 1993 att överföras till Upplands flygflottilj (F 16). Detachementets nya namn blev F 16 M. 
Måldivisionen överlevde två flottiljnedläggningar och fyra försvarsbeslut. Men genom försvarsbeslutet 1996 var det Målflygdivisionen och tillhörande kompani samt flygverkstaden på Malmen som stod på tur för avveckling. Den 26 juni 1997 hölls en ceremoni över avvecklingen av divisionen med tillhörande kompani, där bland annat tolv individer J 32E gjorde en formationsflygning över Östergötland. Efter avvecklingen av divisionen övergick åtta flygplansindivider till FMV:Prov, resterade flygplansindivider antingen skrotades eller blev museiföremål.
Efter avvecklingen av divisionen modifierade Flygvapnet tio individer av Sk 37 till motmedelsflygplan. De kom att överta rollen som störflygplan och baserades i tur och ordning på Jämtlands flygflottilj (F 4), Norrbottens flygflottilj (F 21) och Försökscentralen (FC). Dock kom aldrig tio flygplansindivider Sk 37E att finnas samtidigt. Detta då den första modifierade Sk 37E gick till skroten, innan den sista var modifierad. Målbogseringen övertogs av det civila företaget Nyge Aero, som senare köptes upp av Saab.

## Verksamhet
Målflygdivisionen hade till en början ingen fast personal, utan fick kommenderad personal från andra flygflottiljer. I början av 1970-talet blev divisionen tilldelad 12 flygförare och fem navigatörer. Vid avvecklingen bestod divisionen av 26 flygförare. Dess sista divisionschef var major Bengt Carlsson. Målflygdivisionens första flygplanen var märkta med gul färg. Vilken kan bero på att divisionen tog över efter Cesar Gul, det vill säga tredje divisionen vid F 3. Östgöta flygflottiljs anropssignal var "Cesar", vilken divisionen bibehöll som anropssignal även efter att F 3 avvecklades.
Divisionens verksamhet
- Målgång för radarjaktutbildning
- Målgång för taktisk utbildning av flygförare till J/S 35 Draken
- Motmedelsutbildning
- Målbogsering med J 29F (fram till 1974.)
- Flygning för GTLU-utbildning
- Deltagande i alla tillämpningsövningar
- Utföra kontroll av incidentberedskap
- Diagramflygning för FMV
- Målgång åt armén och marinen i mindre omfattning.
- Radiakflygning åt FOA
- Återinflygning av flygförare på Sk 60 och J 32.

## Förläggningar och övningsplatser
Sommaren 2003 lokaliserades Flygskolan till Malmen, och övertog Måldivisionens förläggningar på norra sidan om flygfältet. På Malmen blev skolan en underenhet och detachement till Blekinge flygflottilj (F 17). Den 1 januari 2006 överfördes Flygskolan till att bli en skola inom Luftstridsskolan (LSS), men med bibehållen lokalisering till Malmen.

## Förbandschefer
Divisionschefer vid Måldivisionen åren 1967–1997.
- 1967–1978: Ingemar Eriksson
- 1979–1997: Bengt Carlsson

## Anropssignal, beteckning och förläggningsort
| Målflygdivisionen | 1967-07-01 | – | 1997-06-30 |

| MFD | 1967-07-01 | – | 1997-06-30 |

| Malmens flygbas (F) | 1967-07-01 | – | 1997-06-30 |

## Galleri

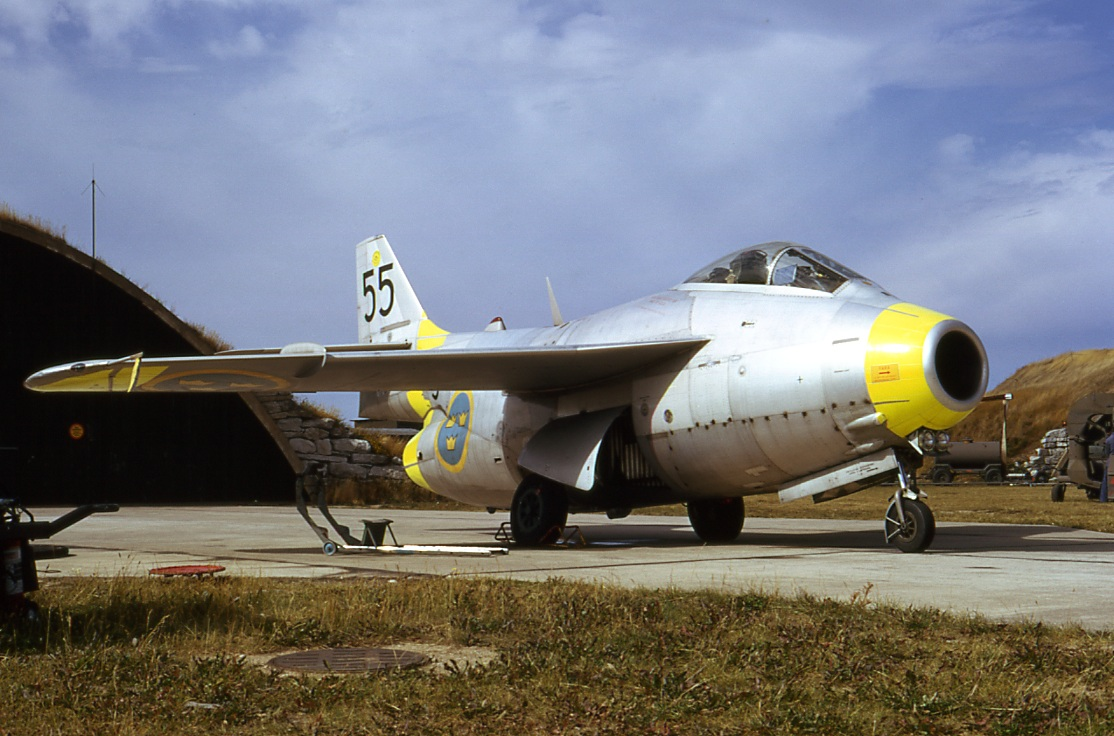
J 29F Tunnan (29624)
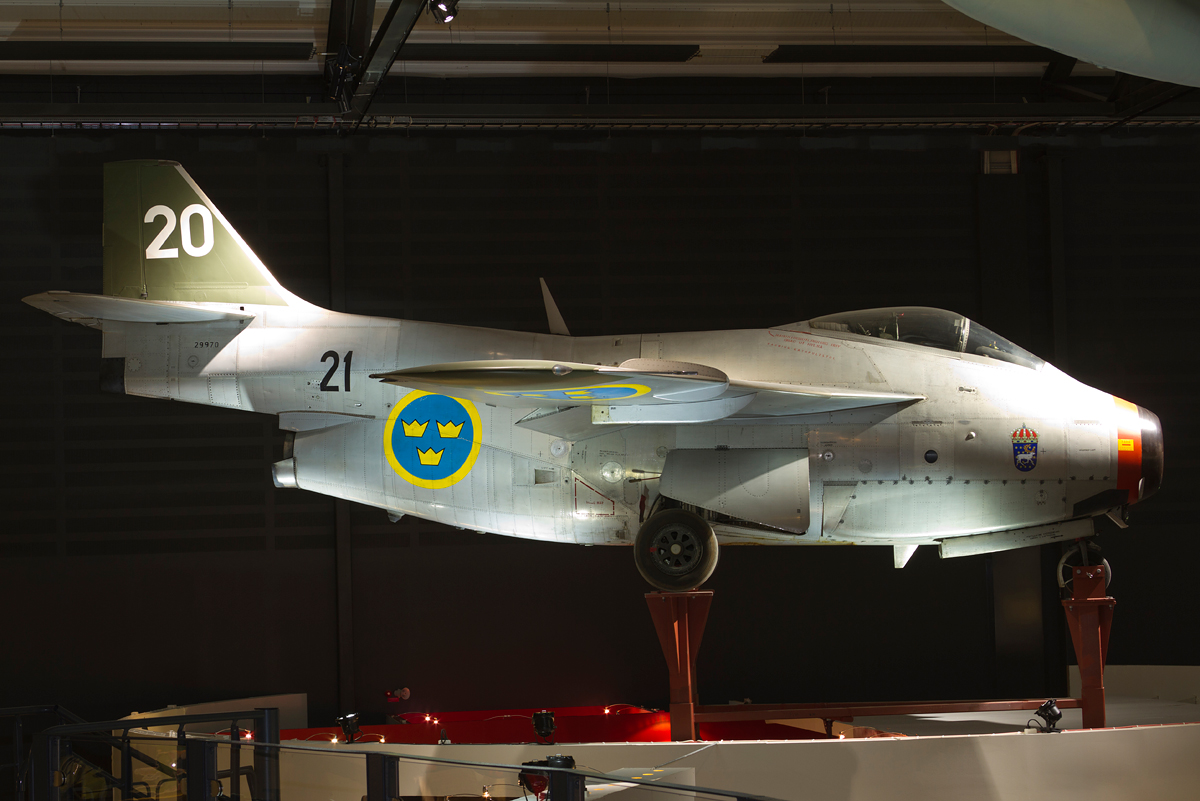
S 29C Tunnan (29970)
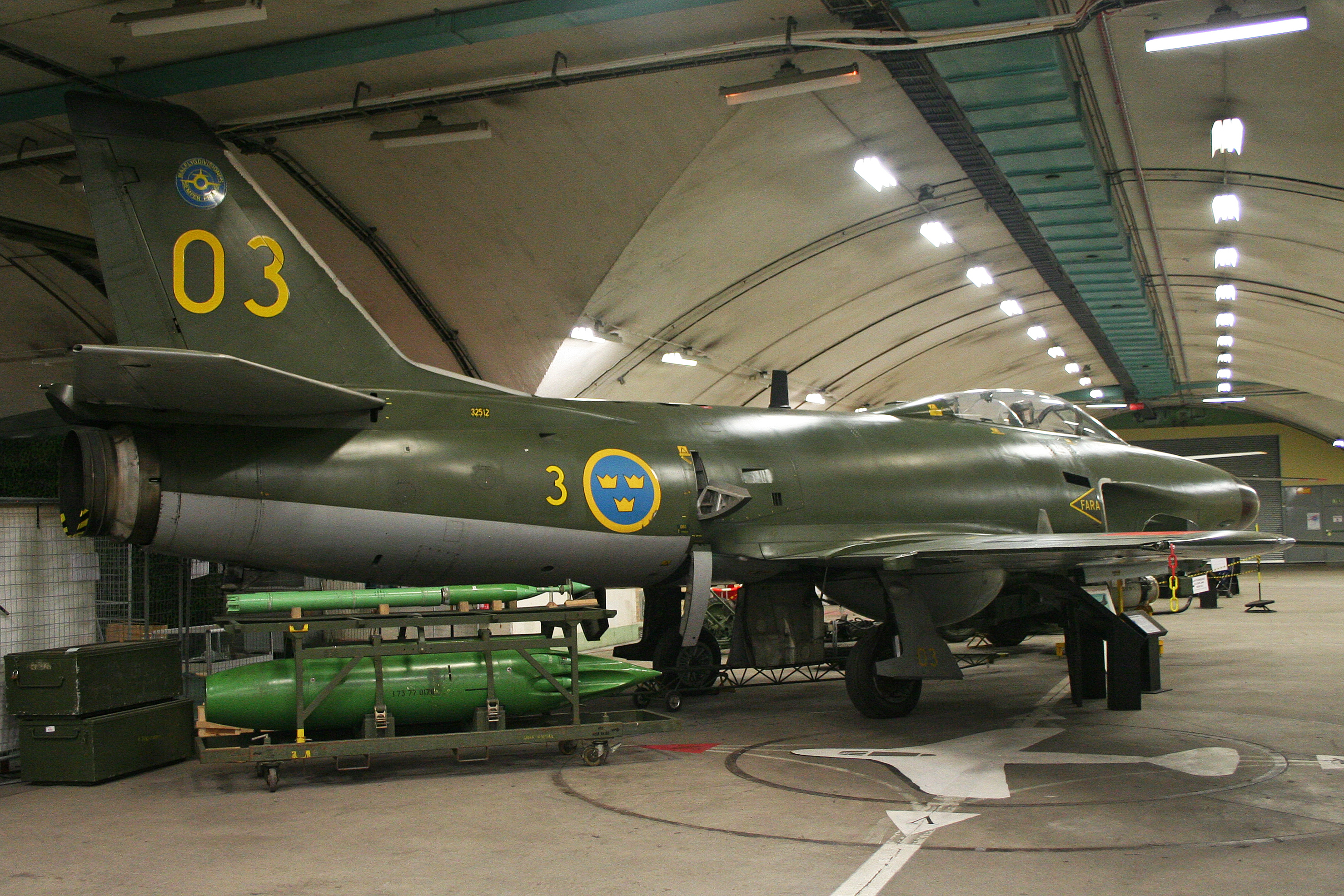
J 32E Lansen (32512)
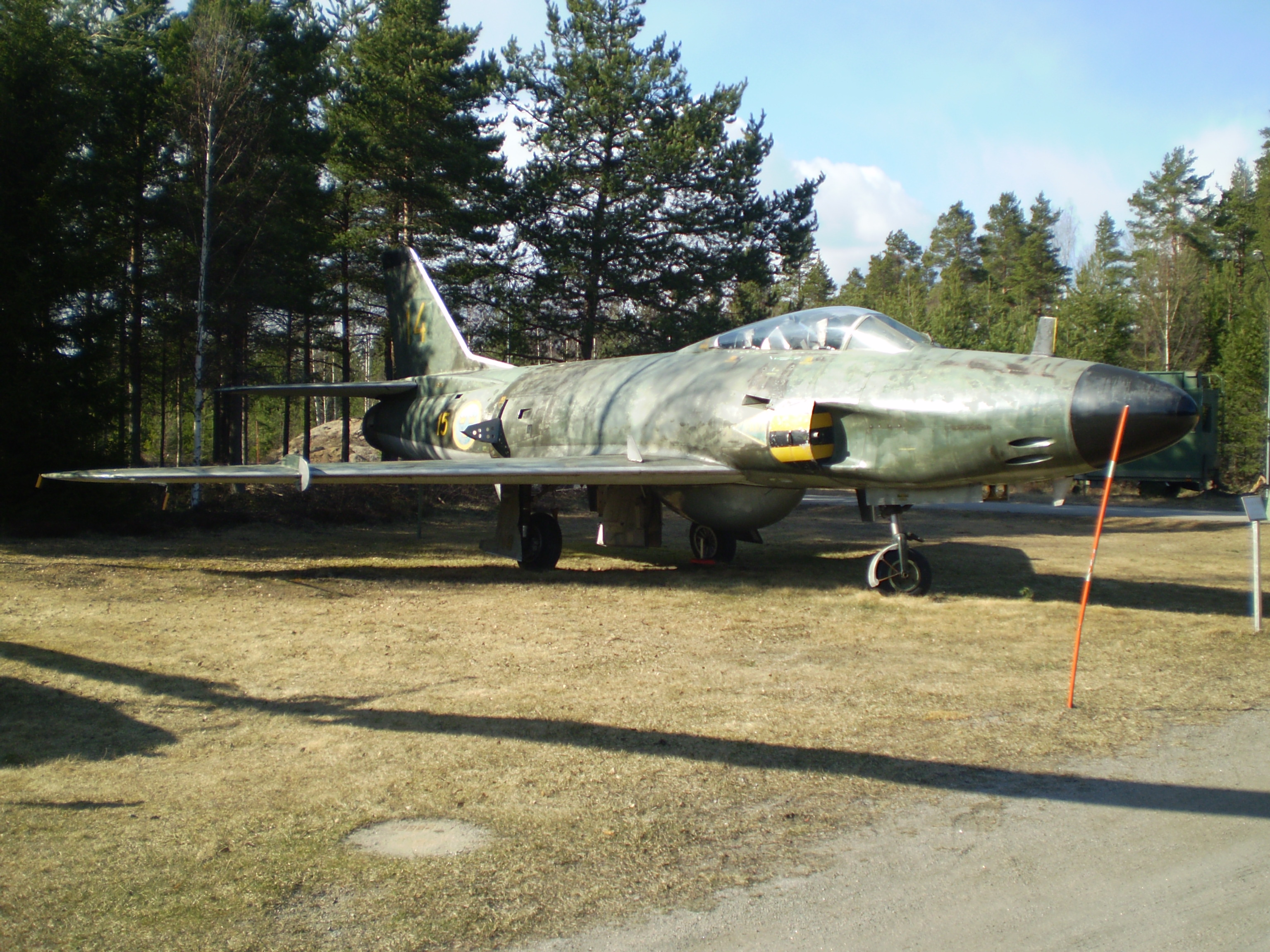
J 32E Lansen (32530)
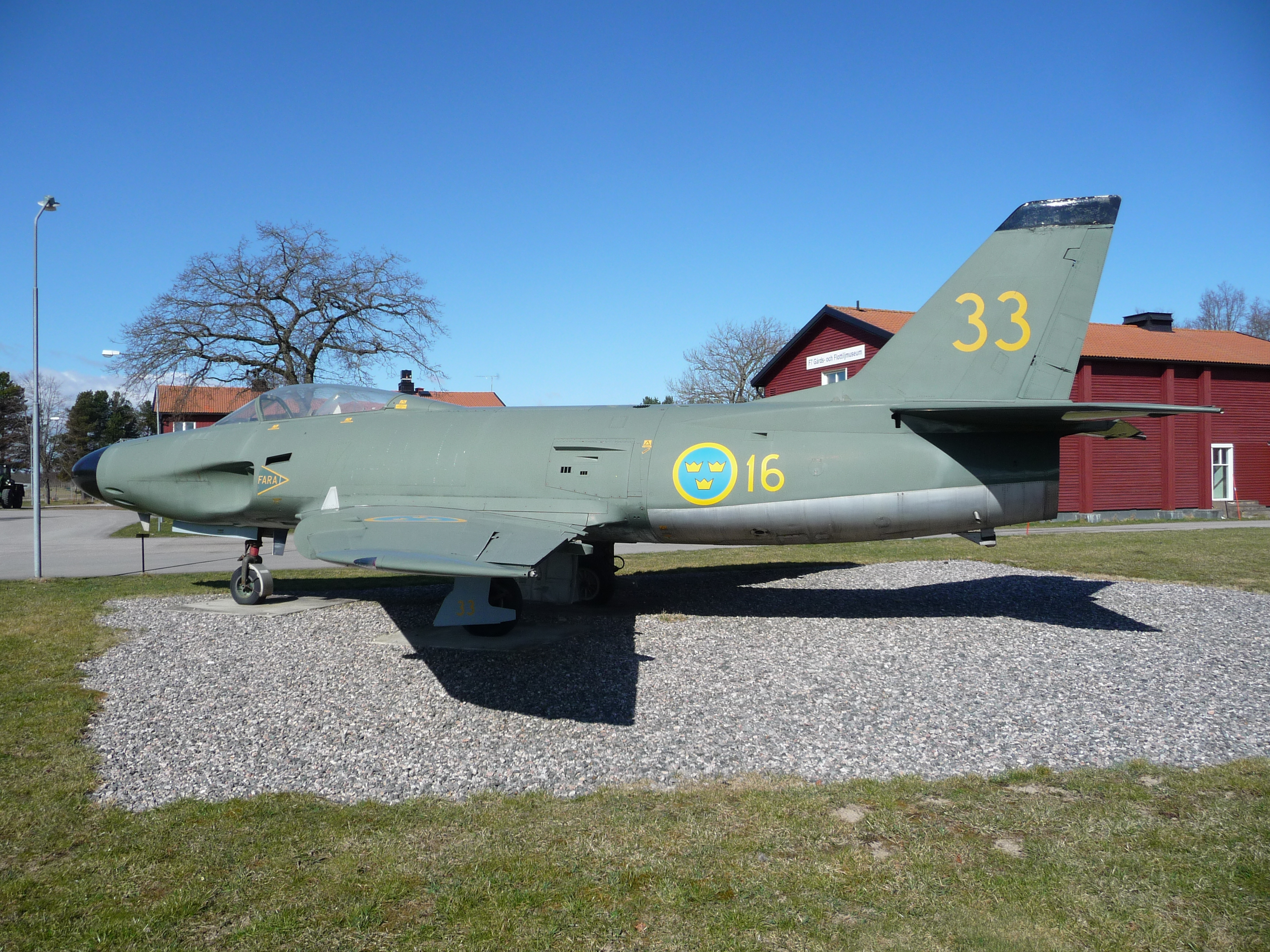
J 32D Lansen (32603)